# Cagnes-sur-Mer (obraz Auguste’a Renoira)
Cagnes-sur-Mer – obraz olejny o wymiarach 18 × 20 cm, autorstwa francuskiego malarza impresjonisty Auguste’a Renoira, namalowany w 1909 roku.
Pejzaż został namalowany w okolicy miejscowość Cagnes-sur-Mer we Francji.
Obraz „przedstawia krajobraz wiejski zatopiony w południowym słońcu. W oddali znajduje się wzniesienie z drzewami, prowincjonalnymi domami i rozmytym horyzontem. W centralnej części obrazu znajdują się dwie ubrane w czerwone suknie kobiety z dziewczynką. Namalowany z charakterystyczną dla artysty swobodą pędzla obraz przesycają jasne, ciepłe kolory.”
W styczniu 2010 roku obraz sprzedany został na aukcji w Warszawie za 700 tys. złotych. W lipcu obraz skonfiskowany został w warszawskiej Izbie Celnej podczas próby wysłania go przesyłką pocztową do Stanów Zjednoczonych bez uzyskania zgody wojewódzkiego konserwatora zabytków oraz opłacenia podatku w wysokości 25% wartości obrazu. Akt ten, w świetle prawa polskiego, uważany jest za przemyt dzieł sztuki.